# Mission Valley (San Diego)

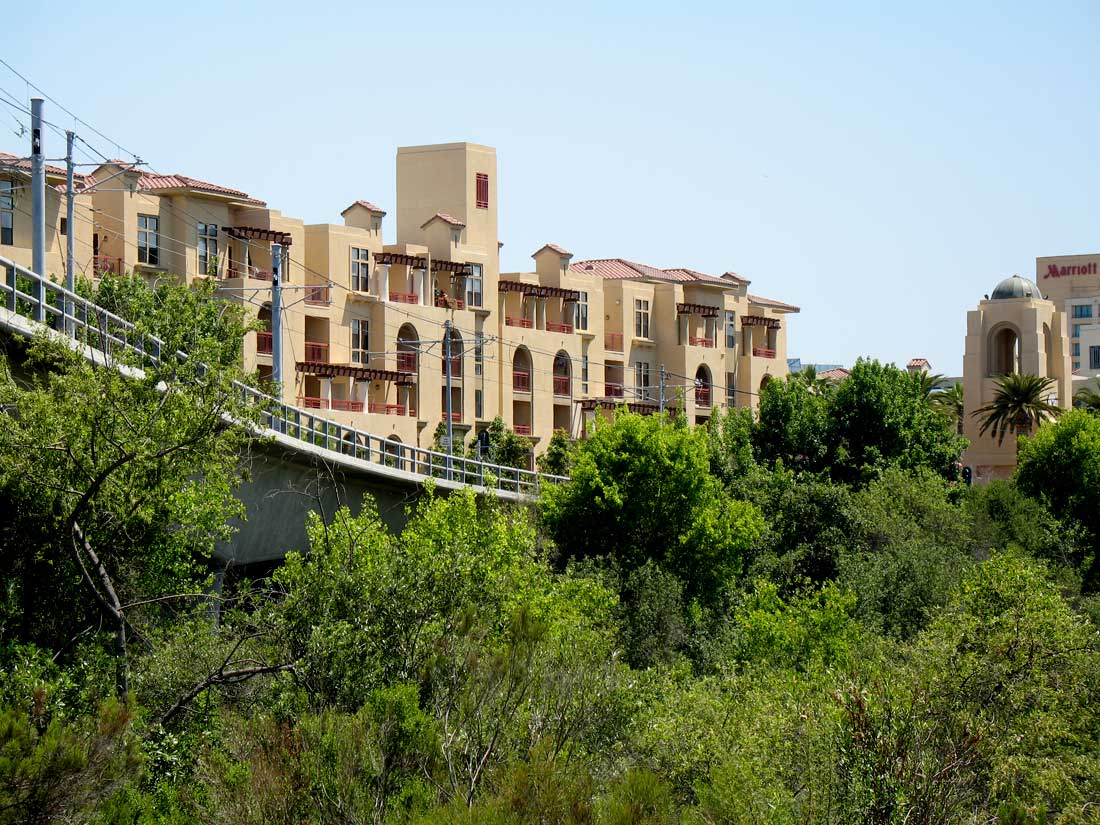
Condominios cerca del centro comercial Fashion Valley.

Mission Valley es un gran distrito de este a oeste en la ciudad de San Diego, California, que pasa sobre el Río San Diego que desagua en el océano Pacífico. Debido a su gran tamaño, está dividido en dos barrios: Mission Valley Este y Mission Valley Oeste.
Mission Valley funciona como un centro de entretenimiento y de compras para la ciudad de San Diego. Muchos edificios nuevos de condominios y apartamentos pueden ser encontrados en el área.

## Límites
Mission Valley se extiende hasta el oeste al pasar por la Interestatal 5 y esta el este por la Interestatal 15. Los límites exactos entre Mission Valley Este y Oeste se encuentra en la Ruta Estatal 163.

## Transporte
Mission Valley sirve como un camino para la Interestatal 8, y se cruzada por la Interestatal 5. Ambas I-8 y I-5 sirven como las rutas principales este-oeste, respectivamente para  San Diego. En la Jack Schrade Interchange, Interestatal 805 cruza Mission Valley y se conecta con la Interestatal 8. La Interestatal 15 y  Ruta Estatal 163 también Cruz Mission Valley y conecta con la Interestatal 8.
La línea verde  del sistema del trolley de San Diego también pasa por Mission Valley. La terminal principal de autobuses es el Centro de Tránsito del Centro Comercial Fashion Valley .

## Atracciones
Al este de Mission Valley se encuentra la Misión de San Diego de Alcalá, de la cual se deriva el nombre de la ciudad. En el suroeste se encuentra el Parque Presidio Park. También pueden verse los restos del primer canal de suministro de aguas de San Diego, construido en 1812 por el misionero franciscano español José Pedro Panto.
El área cuenta con tres centros comerciales importantes que son el de Fashion Valley Mall (Mission Valley Oeste), Hazard Center Mall (Mission Valley Este) y Westfield Mission Valley (Mission Valley Este). Las carreteras principales corren paralelamente a la Interestatal 8 desde Presidio Park hacia la Carretera 163 en la cual se encuentran varios hoteles como el Hotel Circle North y Hotel Circle South. Otros desarrollos comerciales se pueden encontrar en la zona, incluyendo plazas más pequeñas, como plazas de autos y escuelas vocacionales.
Qualcomm Stadium, hogar de los Cargadores de San Diego y del equipo de fútbol americano San Diego State Aztecs, están localizados en Mission Valley Este cerca de la autopista de intercambio I-8/I-15. El restaurante Dave & Buster's y establecimientos de entretenimiento están localizados en la intersección de la I-8 y la I-805. En las afueras de Mission Valley se encuentra SeaWorld, Mission Bay, y otras atracciones de San Diego.